# Mimoclystia dimorpha
Mimoclystia dimorpha är en fjärilsart som beskrevs av Claude Herbulot 1966. Mimoclystia dimorpha ingår i släktet Mimoclystia och familjen mätare. Inga underarter finns listade i Catalogue of Life.